# Evropský hokejový pohár 1996/1997
32. ročník hokejového turnaje European Cupu. Vítězem turnaje se stala HC Lada Togliatti.

## Čtvrtfinálové skupiny

### Skupina A
(Beograd, Jugoslávie)
- 1. Dunaferr Dunaújváros (Maďarsko) - 6 bodů
- 2. KHK Crvena zvezda (Jugoslávie) - 4 body
- 3. HK Slavia Sofia (Bulharsko) - 2 body
- 4. Kavaklidera BSK Ankara (Turecko) - 0 bodů

### Skupina B
(Ljubljana, Slovinsko)
- 1. EHC Kloten (Švýcarsko) - 4 body
- 2. Olimpija Ljubljana (Slovinsko) - 2 body
- 3. HK Zagreb (Chorvatsko) - 0 bodů

### Skupina C
(Sheffield, Velká Británie)
- 1. Sheffield Steelers (Velká Británie) - 6 bodů
- 2. Steaua Bucureşti (Rumunsko) - 4 body
- 3. Tilburg Trappers (Nizozemsko) - 2 body
- 4. CH Jaca (Španělsko) - 0 bodů

### Skupina D
(Novopolotsk, Bělorusko)
- 1. Torpedo Usť-Kamenogorsk (Kazachstán) - 4 body
- 2. Polymir Novopolotsk (Bělorusko) - 2 body
- 3. Kreenholm Narva (Estonsko) - 0 bodů

### Skupina E
(Nowy Targ, Polsko)
- 1. Sokol Kyjev (Ukrajina) - 6 bodů
- 2. KS Podhale Nowy Targ (Polsko) - 4 body
- 3. Jerusalem Lions (Izrael) - 2 body
- 4. Energija Elektrėnai (Litva) - 0 bodů

## Semifinálové skupiny

### Skupina F
(Toľjatti, Rusko)
- 1. HC Lada Togliatti (Rusko) - 6 bodů
- 2. Olimpija Ljubljana - 4 body
- 3. Dunaferr Dunaújváros - 2 body
- 4. Nik's Brih Rīga (Lotyšsko) - 0 bodů

### Skupina G
(Bolzano, Itálie)
- 1. HC Košice (Slovensko) - 4 body
- 2. EHC Kloten - 4 body
- 3. HC Bolzano (Itálie) - 4 body
- 4. Steaua Bucureşti - 0 bodů

### Skupina H
(Hämeenlinna, Finsko)
- 1. HPK Hämeenlinna (Finsko) - 5 bodů
- 2. Polymir Novopolotsk - 3 body
- 3. Storhamar HT (Norsko) - 3 body
- 4. Sheffield Steelers - 1 bod

### Skupina J
(Feldkirch, Rakousko)
- 1. VEU Feldkirch (Rakousko) - 6 bodů
- 2. HC Petra Vsetín (Česko) - 4 body
- 3. Torpedo Usť-Kamenogorsk - 2 body
- 4. KS Podhale Nowy Targ - 0 bodů

#### Utkání HC Petra Vsetín
- HC Petra Vsetín - KS Podhale Nowy Targ 8:1 (1:0, 4:0, 3:1)
- Torpedo Usť-Kamenogorsk - HC Petra Vsetín 3:9 (1:2, 1:3, 1:4)
- VEU Feldkirch - HC Petra Vsetín 5:2 (1:2, 3:0, 1:0)

### Skupina K
(Bordeaux, Francie)
- 1. MODO Hockey (Švédsko) - 6 bodů
- 2. HC Brest (Francie) - 4 body
- 3. Sokol Kyjev - 2 body
- 4. KHK Crvena zvezda - 0 bodů

## Finálové skupiny

### Skupina L
(26. - 28. prosince 1996, Düsseldorf, Německo)
- 1. HC Lada Togliatti - 4 body
- 2. Düsseldorfer EG (Německo) - 2 body
- 3. HC Košice - 0 bodů

### Skupina M
- 1. MODO Hockey - 2 body
- 2. VEU Feldkirch - 2 body
- 3. HPK Hämeenlinna - 2 body

## O 3. místo
(30. prosince 1996, Düsseldorf, Německo)
- Düsseldorfer EG - VEU Feldkirch 5:3

## Finále
(30. prosince 1996, Düsseldorf, Německo)
- HC Lada Togliatti - MODO Hockey 4:3 PP